# Futbolista del año en Portugal

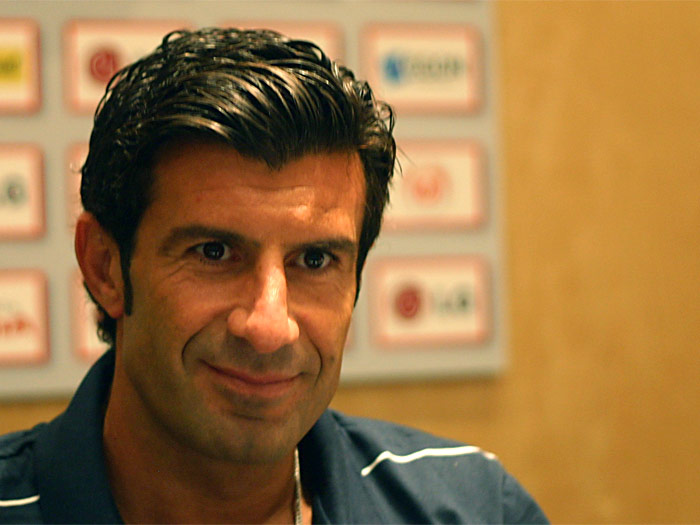
Luis Figo, quién ganó el galardón en 6 ocasiones

El premio al Futbolista del año en Portugal es un galardón para el mejor jugador del año en la Primera División de Portugal. Antes del año 2001 se otorgaba el premio al mejor jugador portugués sin importar el país en el que jugase pero a partir de 2001 el premio lo otorgó "Record", siendo indispensable jugar en el país.
Desde la creación del premio han sido varios los periódicos o revistas que han premiado a los futbolistas:
- 1970: Diário Popular
- 1971-2000 - CNID
- 2001-2002 - Record
- 2003-2006 - O Jogo
- 2007 - CNID

## Palmarés
| Temporada | Ganador             | Club                           |
| --------- | ------------------- | ------------------------------ |
| 1970      | Eusébio             | Benfica                        |
| 1971      | Nené                | Benfica                        |
| 1972      | Toni                | Benfica                        |
| 1973      | Eusébio             | Benfica                        |
| 1974      | Humberto Coelho     | Benfica                        |
| 1975      | Teofilo Cubillas    | Porto                          |
| 1976      | Chalana             | Benfica                        |
| 1977      | Bento               | Benfica                        |
| 1978      | António Oliveira    | Porto                          |
| 1979      | José Costa          | Porto                          |
| 1980      | Jordão              | Sporting de Lisboa             |
| 1981      | António Oliveira    | Penafiel / Sporting de Lisboa  |
| 1982      | António Oliveira    | Sporting de Lisboa             |
| 1983      | Fernando Gomes      | Porto                          |
| 1984      | Chalana             | Benfica                        |
| 1985      | Carlos Manuel       | Benfica                        |
| 1986      | Paulo Futre         | Porto                          |
| 1987      | Paulo Futre         | Porto / Atlético de Madrid     |
| 1988      | Rui Barros          | Porto / Juventus               |
| 1989      | Vítor Baía          | Porto                          |
| 1990      | Domingos            | Porto                          |
| 1991      | Vítor Baía          | Porto                          |
| 1992      | João Pinto          | Benfica                        |
| 1993      | João Pinto          | Benfica                        |
| 1994      | João Pinto          | Benfica                        |
| 1995      | Luís Figo           | Sporting de Lisboa / Barcelona |
| 1996      | Luís Figo           | Barcelona                      |
| 1997      | Luís Figo           | Barcelona                      |
| 1998      | Luís Figo           | Barcelona                      |
| 1999      | Luís Figo           | Barcelona                      |
| 2000      | Luís Figo           | Barcelona / Real Madrid        |
| 2001      | Petit               | Boavista                       |
| 2002      | Mário Jardel        | Sporting de Lisboa             |
| 2003      | Ricardo Carvalho    | Porto                          |
| 2004      | Deco                | Porto                          |
| 2005      | Ricardo Quaresma    | Porto                          |
| 2006      | Ricardo Quaresma    | Porto                          |
| 2007      | Simão Sabrosa       | Benfica                        |
| 2008      | Lisandro López      | Porto                          |
| 2009      | Bruno Alves         | Porto                          |
| 2010      | David Luiz          | Benfica                        |
| 2011      | Hulk                | Porto                          |
| 2012      | Hulk                | Porto                          |
| 2013      | Nemanja Matić       | Benfica                        |
| 2014      | Enzo Pérez          | Benfica                        |
| 2015      | Jonas               | Benfica                        |
| 2016      | Jonas               | Benfica                        |
| 2017      | Pizzi Fernandes     | Benfica                        |
| 2018      | Bruno Fernandes     | Sporting de Lisboa             |
| 2019      | Bruno Fernandes     | Sporting de Lisboa             |
| 2020      | Jesús Manuel Corona | Porto                          |
| 2021      | Sebastián Coates    | Sporting de Lisboa             |
| 2022      | Darwin Núñez        | Benfica                        |
| 2023      | Otavio              | Porto                          |

## Mejor Deportista Portugués en el Extranjero
El CNID Mejor Deportista Portugués en el Extranjero es un premio anual dado a los atletas portugueses que se desempeñan fuera de Portugal. El premio se otorga a los futbolistas, así como a los atletas en otros campos.
| Temporada | Ganador*          | Club                  |
| --------- | ----------------- | --------------------- |
| 2006      | Deco              | Barcelona             |
| 2007      | Cristiano Ronaldo | Manchester United     |
| 2008      | Cristiano Ronaldo | Manchester United     |
| 2009      | Cristiano Ronaldo | Real Madrid C. F.     |
| 2010      | Simão Sabrosa     | Atlético de Madrid    |
| 2011      | Cristiano Ronaldo | Real Madrid C. F.     |
| 2012      | Cristiano Ronaldo | Real Madrid C. F.     |
| 2013      | Cristiano Ronaldo | Real Madrid C. F.     |
| 2014      | Pepe              | Real Madrid C. F.     |
| 2015      | Cristiano Ronaldo | Real Madrid C. F.     |
| 2016      | Cristiano Ronaldo | Real Madrid C. F.     |
| 2017      | Cristiano Ronaldo | Real Madrid C. F.     |
| 2018      | Cristiano Ronaldo | Juventus de Turín     |
| 2019      | Bernardo Silva    | Manchester City F. C. |

* Solo futbolistas.